# La Celestina
La Celestina is een Spaanse film uit 1996, geregisseerd door Gerardo Vera. De film is gebaseerd op het gelijknamige boek van de schrijver Fernando de Rojas.

## Verhaal
De jonge edelman Calisto wordt verliefd op Melibea, de dochter van een rijke koopman. Om haar hart te winnen roept hij de hulp in van zijn bedienden. Calisto's bediende Sempronio stelt voor om de tovenares Celestina om hulp te vragen. Calisto's andere bediende Parmeno is echter wantrouwig ten opzichte van Celestina.

## Rolverdeling
| Acteur           | Personage |
| ---------------- | --------- |
| Penélope Cruz    | Melibea   |
| Terele Pávez     | Celestina |
| Juan Diego Botto | Calisto   |
| Maribel Verdú    | Areusa    |
| Jordi Mollà      | Pármeno   |
| Nancho Novo      | Sempronio |
| Nathalie Seseña  | Lucrecia  |
| Carlos Fuentes   | Sosia     |
| Candela Peña     | Elicia    |

## Ontvangst

### Prijzen en nominaties
Een selectie:
| Jaar | Evenement                      | Categorie                | Genomineerde                       | Resultaat   |
| ---- | ------------------------------ | ------------------------ | ---------------------------------- | ----------- |
| 1996 | Premios Goya (11de uitreiking) | Beste mannelijke bijrol  | Jordi Mollà                        | Genomineerd |
| 1996 | Premios Goya (11de uitreiking) | Beste mannelijke bijrol  | Nancho Novo                        | Genomineerd |
| 1996 | Premios Goya (11de uitreiking) | Beste vrouwelijke bijrol | Maribel Verdú                      | Genomineerd |
| 1996 | Premios Goya (11de uitreiking) | Beste camerawerk         | José Luis López Linares            | Genomineerd |
| 1996 | Premios Goya (11de uitreiking) | Beste artdirector        | Ana Alvargonzález                  | Genomineerd |
| 1996 | Premios Goya (11de uitreiking) | Beste kostuums           | Sonia Grande, Gerardo Vera         | Genomineerd |
| 1996 | Premios Goya (11de uitreiking) | Beste grime en haarstijl | Paca Almenara, Alicia López Medina | Genomineerd |